# 소스 입수 가능 소프트웨어
소스 입수 가능 소프트웨어(소스入手可能소프트웨어, Source-available software)는 소스를 볼 수 있고 경우에 따라 수정할 수 있지만 오픈 소스라고 불리는 기준을 반드시 충족하지 않는 배열을 포함하는 소스 코드 배포 모델을 통해 출시되는 소프트웨어이다. 제품과 관련된 라이선스는 참조용으로 코드를 볼 수 있도록 허용하는 것부터 상업적 및 비상업적 목적으로 코드를 수정하고 재배포할 수 있도록 허용하는 것까지 다양하다.

## 자유-오픈 소스 소프트웨어와의 구별
모든 소프트웨어는 소스 코드가 함께 배포되는 한 넓은 의미에서 소스 사용이 가능하다. 사용자에게 해당 소프트웨어를 사용, 공유, 수정 또는 컴파일할 수 있는 법적 권한이 없더라도 마찬가지이다. 소프트웨어가 소스 입수 가능 소프트웨어이면서 독점 소프트웨어일 수도 있다. (예: 이드 소프트웨어의 둠)
이와는 대조적으로, 자유 소프트웨어와 오픈 소스 소프트웨어의 정의는 훨씬 더 좁다. 자유 소프트웨어 및 오픈 소스 소프트웨어도 항상 소스 입수 가능 소프트웨어이지만 모든 소스 입수 가능 소프트웨어가 자유 소프트웨어 및 오픈 소스 소프트웨어인 것은 아니다. 이는 해당 용어의 공식 정의에 따라 사용자가 사용 가능한 소스로 무엇을 할 수 있는지에 대한 상당한 추가 권리(일반적으로 파생된 상용 제품에서 해당 소프트웨어를 귀속과 함께 사용할 권리 포함)가 필요하기 때문이다.
넓은 의미에서 모든 FOSS 라이선스는 소스 입수 가능 라이선스이다. 좁은 의미에서 '소스 입수 가능'라는 용어는 특히 FOSS 소프트웨어를 제외한다.

## 같이 보기
- 자유 소프트웨어
- 자유 소프트웨어 사용권
- 오픈 소스 사용권
- 오픈 소스 소프트웨어
- 공유 소스